# Torre del Candeliere
La torre del Candeliere, conosciuta anche come torre dell'orologio, è un monumento musealizzato della città di Massa Marittima, situato nel terziere di Città Nuova. Dal 1985 è possibile visitare la torre congiuntamente al Cassero Senese.

## Storia
La torre fu fatta costruire nel 1228 sotto la podesteria del pisano Tedice Malabarba per inaugurare l'espansione della città al di fuori della Città Vecchia e del Borgo. Si legge infatti sulla torre la seguente iscrizione:
«OCTO BIS DECEM CURREBANT MCC

QUANDO TEDICI MALABARBE MASSE IUBENTI

PLACUIT INITIUM AULE DONARE PRESENTI

PRINCIPIUM NOVE URBIS, DECUSQUE FERENTI»
La funzione della fortificazione era quella di fungere innanzitutto da torre di avvistamento, ma figuratamente stava a simboleggiare la superiorità del Comune di Massa Marittima, che da poco aveva conquistato la libertà dal dominio del vescovo-principe, innalzandosi per 28 metri di fronte al Castello di Monteregio, sede del vescovo. In un angolo della torre è leggibile un'altra iscrizione: «UBT.' FASELUS JUD. MELLO SAS...» sotto la quale sono scolpite due teste umane con un pesce, posizionato in alto, e con il collo di un'oca, posizionato in basso. I personaggi nominati (Umberto Faselo e Mellone di Sassetta) erano due magistrati di Massa al tempo della costruzione della torre, rispettivamente giudice e camerlengo, come si legge più chiaramente in un atto del 15 ottobre 1228.
Nel 1335, dopo estenuanti lotte tra Massa e Siena, il comune maremmano dovette arrendersi ai Senesi, i quali, per dimostrare la loro autorità, mozzarono la torre di un terzo della sua altezza e iniziarono a costruire la fortezza conosciuta come Cassero Senese, completata il 19 febbraio 1337 e collegata alla fortificazione massetana tramite un arco, o piuttosto un ponte viadotto ad una campata, di 21,79 metri di corda. Nel 1413 fu posta sulla sommità della torre una campana forgiata da Luca di Bandi da Cortona, dal peso di 400 kg con batacchio di 40 kg, mentre dal 1443 vi fu collocato il primo orologio della città. L'orologio fu successivamente sostituito grazie ad un dono del granduca Cosimo dei Medici (1563), e di nuovo nel 1610. La campana, invece, fu distrutta da un fulmine il 14 marzo 1760 e sostituita con un'altra fusa a Firenze, dal peso di 140 kg, che reca un'iscrizione dove si invoca la benedizione della Madonna, di san Cerbone e san Bernardino.
La torre nel 1985 è stata musealizzata ed è possibile per i visitatori salire fino all'ultimo piano della torre ed attraversare l'arco per raggiungere le fortificazioni del Cassero Senese. Dal 2004 è inserita tra i musei della Rete museale provinciale Musei di Maremma.

## Struttura

### Esterno
La torre a sezione quadrangolare presenta un basamento a scarpa con pareti rivestite in travertino. L'orologio è posto a metà altezza sul fianco della parete che guarda verso la piazza, mentre la cima della fortificazione è caratterizzata da una stretta struttura a vela a sezione rettangolare che si innalza sullo stesso lato dell'orologio. Si accede alla torre attraverso una porta rialzata raggiungibile grazie ad una scala moderna che è andata a sostituire la rampa originaria. 

### Interno
Il "piano terra" della torre, che in realtà è rialzato e costituisce di fatto il primo piano superiore, accoglie all'interno la biglietteria e la libreria. Una stretta scala si inerpica verso il secondo piano, dove un pannello illustra al visitatore la storia della torre e della fortezza dei Senesi, mentre altri tre spiegano tramite numerose immagini e didascalie la storia della Zecca massetana, quando dal 1317 al 1319 il Comune di Massa Marittima batteva moneta propria. Al terzo piano, invece, è possibile vedere il complesso meccanismo dell'orologio, mentre una porta che dà sull'esterno conduce all'ardito arco a campata che a sua volta permette di salire sulle fortificazioni del Cassero Senese.
Un'ulteriore scalinata, inoltre, porta direttamente sulla cima della torre, dove è possibile vedere da vicino la campana in ferro del 1760 e godere inoltre del panorama della città dall'alto.